# Aeroportul Yuba County
Aeroportul Yuba County (IATA: MYV, ICAO: KMYV, FAA LID: MYV) este un aeroport din California, Statele Unite ale Americii ce deservește zona Marysville⁠(d). Aeroportul a fost tranzitat în 2019 de 6 pasageri.
Situat la o altitudine de 20 m, aeroportul dispune de 2 piste.

## Infrastructură

### Piste
Aeroportul dispune de 2 piste. Pista 05/23 are suprafața de asfalt și dimensiunile 3.314 picioare × 60 picioare. Pista 14/32 are suprafața de asfalt și dimensiunile 6.007 picioare × 150 picioare. 